# 御清水

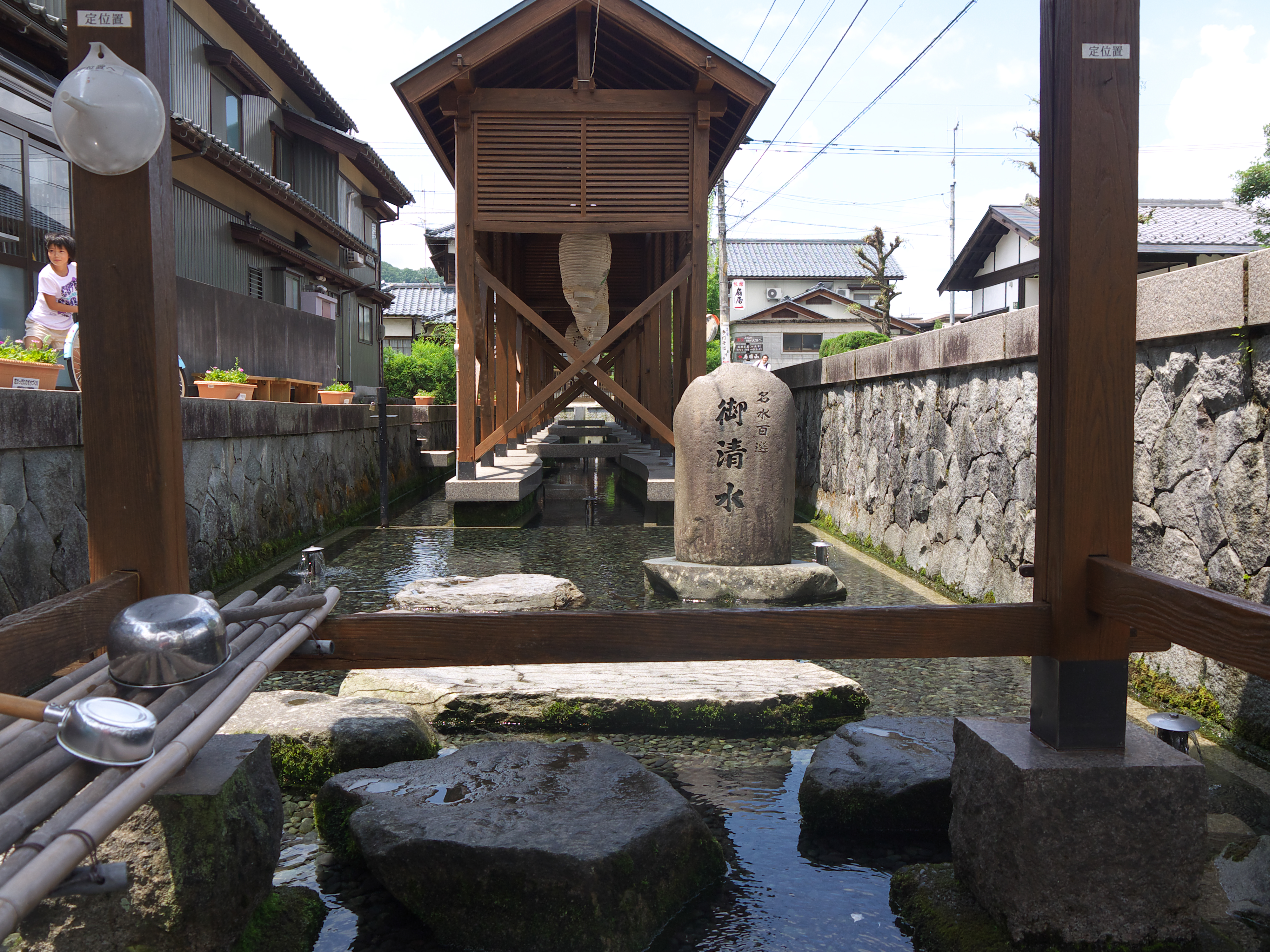
御清水の洗い場

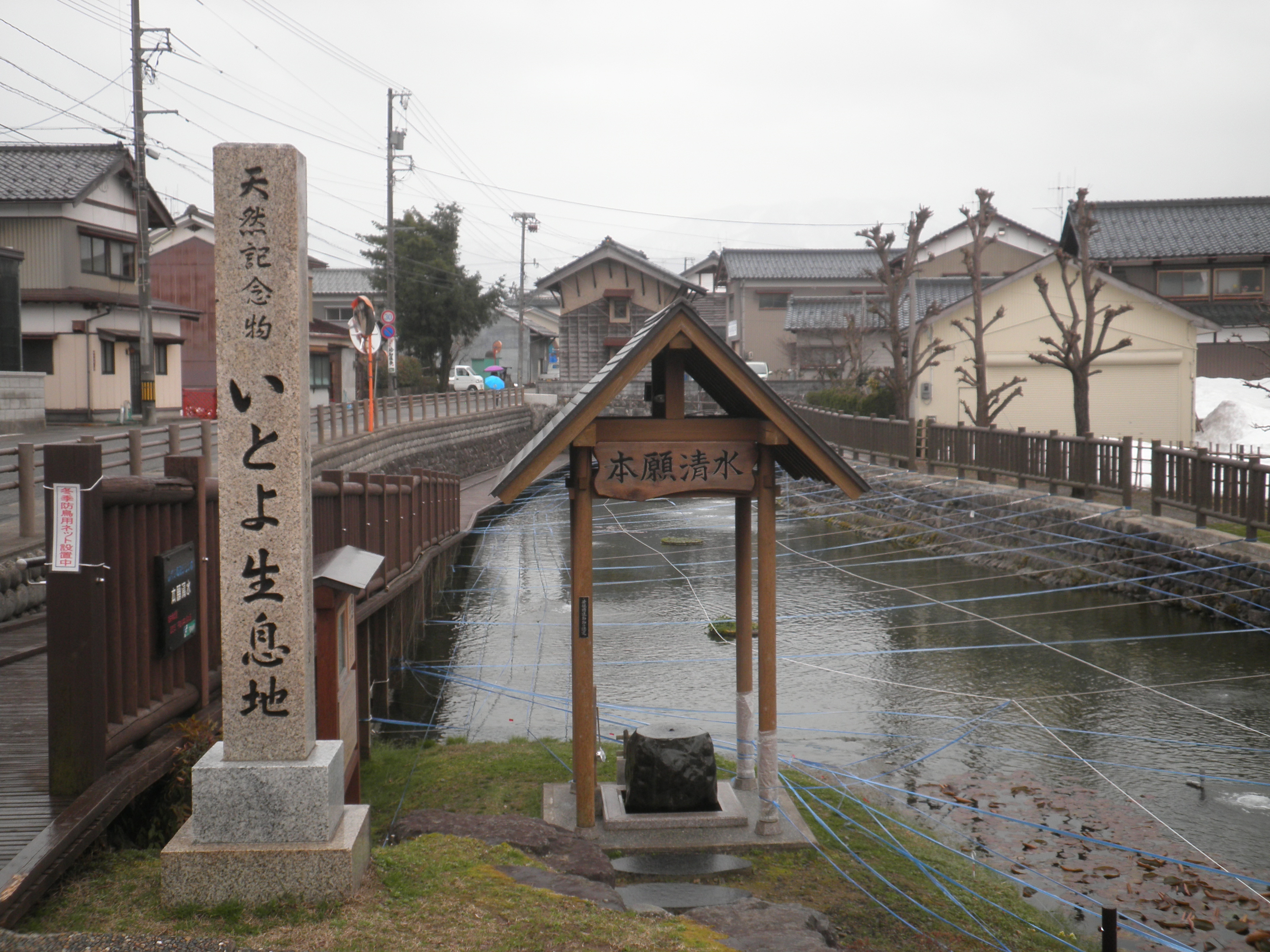
本願清水

御清水（おしょうず）は、福井県大野市泉町にある湧水で、1985年（昭和60年）名水百選に選ばれるとともに、「名水と朝市のまち・越前おおの」として、水の郷百選を代表する名水である。

## 概要
大野盆地には九頭竜川、真名川、清滝川、茜川が南北に向かって流れ、大野市内には木本扇状地があり下に帯水層がある。山間部や盆地は豪雪地帯であり大野市の年間降水量は全国平均を大きく上回り、上流で浸透した地下水脈が扇状地の先端である大野市街地の窪地に数多く湧水している。地元ではこれを「清水」と呼んで、古くから飲み水や生活用水として利用してきた。
天正元年（1573年）金森長近により、亀山に越前大野城を構築するとともに、城下町を整備し。市内の南側に位置し、水量が豊富であった本願清水の湧水を市街地まで導き、道路の中央に引き生活用水とて利用した。　 
御清水は、亀山の東麓の湧水帯にある清水の一つで、城主のご用水として使われていたことから、敬意を表して「御清水」あるいは「殿様清水」と呼ばれ古くから大切に保護されてきた。
江戸時代には武家屋敷が建ち並び、家来が生活用水として御清水を使用していた。
武家のしきたりで上流から飲料水、冷却水場、野菜などの洗い場と定めて使用されて、現在も地域の住民たちに受け継がれている。地下水は、一年中ほぼ15℃前後であり、近くの平成の名水百選に選定された本願清水には天然記念物のイトヨが生息している。
1965年（昭和40年）ごろから地下水位が低下し、湧水量が減り始めた。工業用や融雪用の地下水汲み上げが原因とみられ対策が取られているが、問題は解消していない。

## 交通
- JR越美北線 越前大野駅下車、徒歩約20分。
- 京福バス：「イトヨの里会館口」下車。
- 国道158号または国道157号で大野まちなか交流センター駐車場から 徒歩5分。